# Euraåminne församling
Euraåminne församling (finska: Eurajoen seurakunta) är en evangelisk-lutherska församling i Euraåminne kommun i Finland. Församlingen hör till Åbo ärkestift och Nedre Satakunta prosteri. Asko Riihimäki är församlingens kyrkoherde sedan 2003.
I Euratrakten har det funnits en kyrksocken sedan 1200-talet. Forskarna är inte överens om det handlar om Euraåminne (på medeltiden Eurabominne) eller Eura. Euraåminne kyrksocken grundades som senast under första hälften av 1300-talet och nämns i källorna år 1344. Enligt den muntliga traditionen har Euraåminnes äldsta kyrka funnits i Irjanne by. Församlingen har cirka 7 450 medlemmar (augusti 2021)..

## Kyrkor och lokaler
Lista av kyrkor och lokaler i Euraåminne församling:
- Euraåminne kyrka, alltså Gustav Adolfs kyrka, ligger i Euraåminne kyrkby omgiven av Euraåminne gravplats. Kyrkan stod färdig år 1803 och ungefär 600 människor ryms i kyrkan. Euraåminne kyrka fungerar också som en vägkyrka.
- Församlingscentrumet Tapuli (Stapeln) byggdes i Euraåminne kyrkans närhet år 1994.
- Irjanne kyrka ligger i byn Irjanne. Kyrkan är byggd år 1731 och är den äldsta träkyrkan i Satakunta. Ungefär 200 människor ryms i kyrkan.
- Irjanne kapell.
- Kuivalahti bönehus.
- Luoto lägercentrum ligger i byn Linnamaa och stod färdig år 1999.
- Luvia kyrka ligger i före detta Luvia kommun som blev en del av Euraåminne år 2017.

## Series pastorum
| Ämbetstid | Namn                        | Levnadstid |
| --------- | --------------------------- | ---------- |
| 1550-1557 | Sigfrid Bartholdi Borgensis |            |
|           | Bartholdus Sigfridi         |            |
|           | Matthias Erici              |            |
| -1602     | Andreas Henrici Rawtherus   |            |
| 1602-1634 | Michael Henrici             |            |
| 1634-1659 | Johannes Ephraemi Wojolanus | -1659      |